# Ottersweier
Ottersweier (alemannisch Otterschwir) ist eine Gemeinde in Baden-Württemberg und gehört zum Landkreis Rastatt.

## Geographie

### Lage
Ottersweier liegt in der Oberrheinischen Tiefebene zwischen Schwarzwald und Rhein, 2,5 km südlich von Bühl. Auf der Gemarkung liegt zum Teil das Naturschutzgebiet Waldhägenich.

### Gemeindegliederung
Die Gemeinde Ottersweier besteht aus den Ortsteilen Hauptort Ottersweier und Ortsteil Unzhurst. Die beiden Ortsteile bilden zugleich Wohnbezirke im Sinne der baden-württembergischen Gemeindeordnung.
Zum Ortsteil Hauptort Ottersweier gehören die Dörfer Ottersweier und Hatzenweier, die Weiler Münchhof, Walzfeld und Weier, die Zinken Aschenplatz, Eckgraben, Haft und Hard, die Orte Aspichhof, Weier, Hub und Hundseck und das Haus Stiti. Zu Ortsteil Unzhurst gehören die Dörfer Unzhurst, Oberwasser und Zell und der Weiler Breithurst. Im Gebiet des Ortsteils Hauptort Ottersweier liegen die Wüstungen Niedernhofen, Rod, Sedenhofen, Wolfenweiler und Wolfsbühl. Im Gebiet des Ortsteils Unzhurst liegt die Wüstung Ellenfürst.

## Geschichte

### 8. Jahrhundert
Eine erste Kirche in Ottersweier wird vermutlich bereits im 8. Jahrhundert erwähnt, wenngleich eine eindeutige urkundliche Überlieferung fehlt.

### 13. Jahrhundert
Im 13. Jahrhundert erfolgte ein Neubau der Kirche im gotischen Stil. Der Chorraum befand sich an der Stelle des heutigen Kirchenplatzes. Teile des ursprünglichen Chorraums sowie der Kirchturm sind erhalten geblieben und wurden später in die im 20. Jahrhundert errichtete neue Kirche integriert.

### 16. Jahrhundert
Im 16. Jahrhundert wurde die Kirche im gotischen Stil erweitert. Der damals entstandene Chorraum bildet heute den Eingangsbereich der aktuellen Kirche.

### Ab dem 18. Jahrhundert
1774 verlegte die Markgräfin-Witwe Maria Viktoria Pauline von Arenberg ihren Wohnsitz von Baden-Baden nach Ottersweier, um im ehemaligen Residenzhaus der Jesuiten eine Klosterschule der Augustiner-Chorfrauen einzurichten. In der Klosterschule lernten junge Mädchen Fähigkeiten, die sie als zukünftige Mütter und Erzieherinnen benötigten.
Ottersweier gehörte lange zum Landkreis Bühl und kam nach dessen Auflösung 1973 zum Landkreis Rastatt.

### Eingemeindungen
Das Gemeindegebiet umfasst die Gemarkungsflächen der ehemals selbständigen Gemeinden Ottersweier (mit den Zinken Hub, Haft, Hard, Walzfeld und Oberhatzenweier), Hatzenweier (Unterhatzenweier), Unzhurst (mit der Stabsgemeinde Breithurst), Oberwasser und Zell. 1936 wurde ohne Gemeinderatsbeschluss oder Volksabstimmung durch Diktat des damaligen Gauleiters die Gemeinde Hatzenweier an Ottersweier angegliedert. Gleiches geschah mit den Gemeinden Oberwasser und Zell; sie gingen in der Gemeinde Unzhurst auf. Im Gefolge der Gebietsreform in Baden-Württemberg entschied sich Unzhurst für die Eingliederung in die Gemeinde Ottersweier, die am 1. Januar 1972 erfolgte.

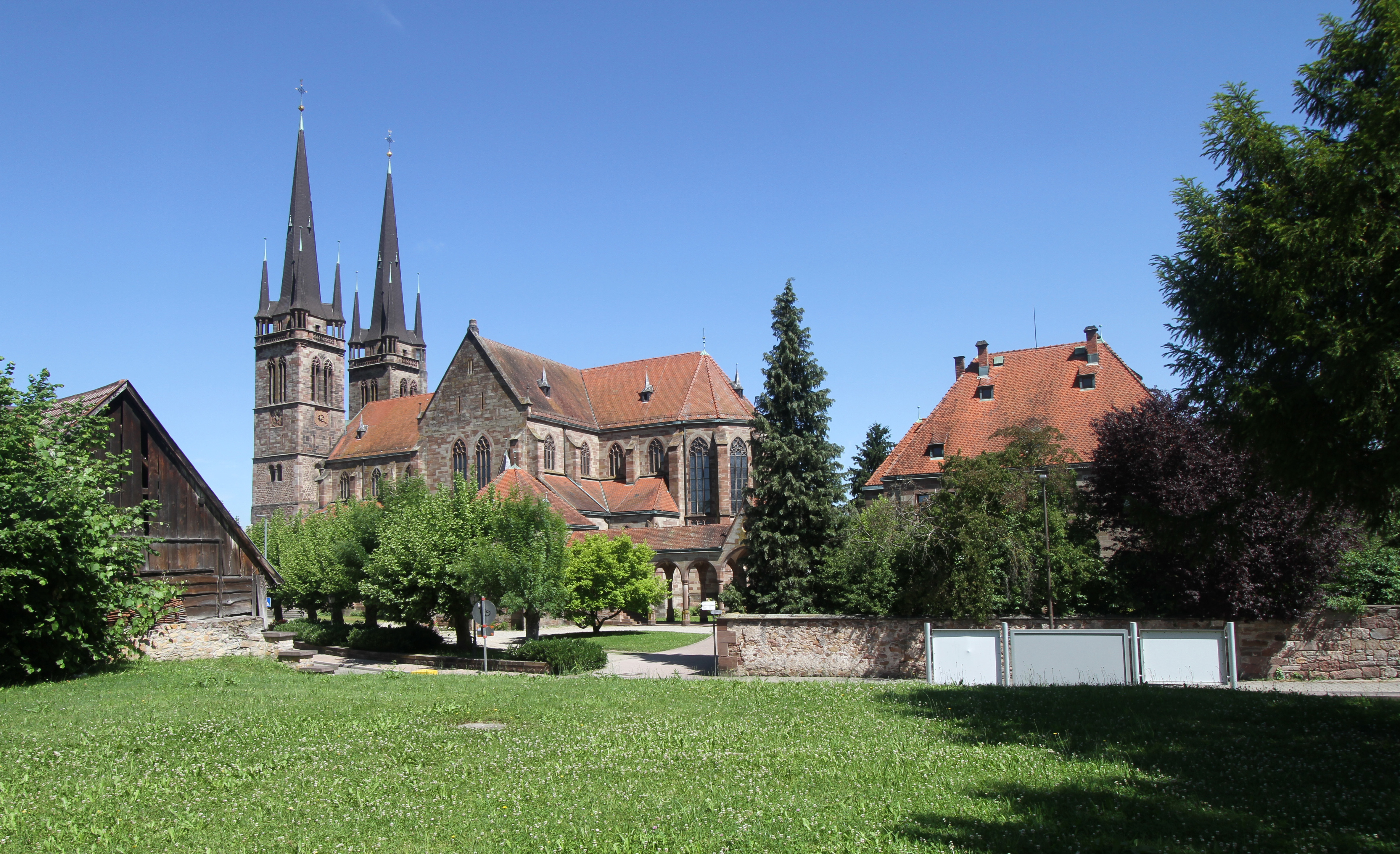
Katholische Pfarrkirche St. Johannes mit Pfarrhaus

| Hatzenweier | Unzhurst | Oberwasser | Zell |
| ----------- | -------- | ---------- | ---- |

## Religionen
Die Markgrafschaft Baden-Baden hatte im Laufe des 16. Jahrhunderts nach dem damals geltenden Fürstenrecht bereits sieben Mal das Religionsbekenntnis gewechselt. Im Jahr 1622 kam der streng katholische Markgraf Wilhelm von Baden an die Regierung, der wiederum von seinem Recht Gebrauch machte und sein Erbland wieder zur katholischen Kirche zurückführte, das achte Mal – Ottersweier ist seitdem katholisch geprägt.
Des Weiteren gibt es eine landeskirchliche und eine freie evangelische Gemeinde (Arche Ottersweier) im Ort.

## Politik

### Verwaltungsgemeinschaft
Die Gemeinde ist Mitglied der Vereinbarten Verwaltungsgemeinschaft der Stadt Bühl.

### Gemeinderat
Der Gemeinderat hat normalerweise 18 ehrenamtliche Mitglieder, die für fünf Jahre gewählt werden. Die Zahl der Mitglieder kann sich durch Ausgleichssitze erhöhen (gesamt 2024: 21 Sitze; 2019: 20). Hinzu kommt der Bürgermeister als stimmberechtigter Gemeinderatsvorsitzender.
Durch die Unechte Teilortswahl ist den Ortsteilen eine festgelegte Anzahl von Sitzen garantiert: Aus Ottersweier kommen mindestens 13 Mitglieder, aus Unzhurst mindestens fünf.
Die Kommunalwahl 2024 führte zu folgendem Ergebnis (in Klammern: Unterschied zu 2019):
| Gemeinderat 2024               | Gemeinderat 2024 | Gemeinderat 2024 | Gemeinderat 2024 | Gemeinderat 2024 |
| Partei / Liste                 | Stimmenanteil    | Sitze            |                  |                  |
| ------------------------------ | ---------------- | ---------------- | ---------------- | ---------------- |
| CDU                            | 41,9 % (+2,4)    | 9 (+1)           |                  |                  |
| Freie Wähler                   | 35,3 % (+2,8)    | 7 (+1)           |                  |                  |
| Grüne                          | 12,0 % (−6,9)    | 3 (−1)           |                  |                  |
| SPD                            | 10,9 % (+1,8)    | 2 (±0)           |                  |                  |
| Wahlbeteiligung: 66,7 % (+2,8) |                  |                  |                  |                  |

### Bürgermeister
- 1920–1933: Bernhard Lorenz
- 1933–1945: Johann Scheer (NSDAP)
- 1945–1946: Bernhard Lorenz (kommissarisch)
- 1983–1999: Werner Kunz
- seit 1999: Jürgen Pfetzer (CDU)

### Wappen
Blasonierung: Im roten Schilde auf einem schwarzen Dreiberg (von Schwarzenberg) ein goldenes Ciborium (Speisekelch, als Symbol der Pfarrei), von zwei silbernen Sternen begleitet.

### Partnerschaften
Ottersweier pflegt partnerschaftliche Beziehungen zu Westerlo im belgischen Flandern seit 1962 und zum sächsischen Krauschwitz in der Oberlausitz seit 1989. Die Partnerschaft mit Krauschwitz ergab sich aus den damals gleichen Postleitzahlen (7583).

## Wirtschaft und Infrastruktur

### Verkehr

#### Bahn- und Busverkehr
Zwar durchquert die Rheintalbahn Ottersweier, jedoch hat der Bahnhof, obwohl er ein Bahnhof der Deutschen Bahn ist, keine Bahnsteige und dient nicht dem Personenverkehr. Im Bahnhof Ottersweier finden lediglich Gleiswechsel der Stadtbahn Karlsruhe Richtung Bühl (Baden) statt, die als Leerfahrten geführt werden.
Die Buslinien 262, 264, 265, 266, 269 und 7135 verbinden Ottersweier im öffentlichen Personenverkehr mit den Bahnhöfen Offenburg, Achern und Bühl.

#### Fernstraßen
Ottersweier wird durch die Bundesstraße 3 an das überregionale Straßennetz angeschlossen; durch den Ort führt die alte Bundesstraße 3. 

#### Radverkehr
Durch eine Alltagsroute aus dem Radnetz Baden-Württemberg ist Ottersweier über Sasbach mit Achern und in der anderen Richtung mit Bühl verbunden.
Durch Ottersweier verlaufen die folgenden Landes-Radfernwege: 
- Der Badische Weinradweg[10] führt von Grenzach-Wyhlen am Hochrhein nach Laudenbach im Rhein-Neckar-Kreis, dabei werden sieben der neun badischen Weinanbaugebiete untereinander verbunden. Die Route verläuft von Oberachern über Lauf und Ottersweier nach Bühl.
- Der Naturpark-Radweg Schwarzwald Mitte/Nord führt rund um selbigen Naturpark und verläuft dabei wie der Badische Weinradweg durch Ottersweier.

### Unternehmen
Ottersweier gehört zur Wirtschaftsregion Mittelbaden (WRM) und ist ein Standort für viele mittelständische Betriebe aus Industrie und Gewerbe. Ottersweier ist unter anderem Sitz der B+K Offsetdruck GmbH, der Braun Sondermaschinen GmbH, der Eckerle-Gruppe, der PEKA Pflaster-, Erd- u. Kabelbau GmbH und der Schwarzwälder Edelputzwerk GmbH.
Zur verbesserten Darstellung und Umsetzung der Interessen der ansässigen Firmen hat sich der Verein Ottersweier Handel & Handwerk e. V. gegründet. Er umfasst inzwischen über 70 Betriebe.
In den Betrieben in Ottersweier waren laut dem Statistischen Landesamt Baden-Württemberg 2013 ca. 4.500 Mitarbeiter beschäftigt.

### Bildung
In Ottersweier gibt es mit der Maria-Victoria-Schule eine Grund- und Hauptschule mit Werkrealschule sowie eine weitere Grundschule im Ortsteil Unzhurst. Mit der Mooslandschule gibt es zudem eine Sonderschule mit Berufsschulstufe und BVE. Daneben gibt es vier Kindergärten im Ort.

## Persönlichkeiten

### Ehrenbürger
- 1843, Ludolf Vogler, Pfarrrektor
- 1891, Alexander von Leonhard, russischer Hofrath
- 1929, Barbara Maretschek, Landwirtin und Stifterin der St.-Antonius-Kapelle
- 1932, Otto Sickinger, Lehrer und Mitbegründer der Feuerwehrkapelle
- 1948, Joseph Sauer (1872–1949), Theologe und Kirchenhistoriker
- 1956, Richard Weber, Gemeindepfarrer
- 1980, Adalbert Metzinger (1910–1984), Benediktiner, Abt des Klosters Weingarten
- 1981, Franz Oswald, Gemeindepfarrer
- 2002, Bernhard Friedmann (1932–2021), Präsident des Europäischen Rechnungshofes

### Söhne und Töchter der Gemeinde
- Joseph Sauer (1872–1949), geboren im heutigen Ortsteil Unzhurst, Theologe, Christlicher Archäologe und Kunsthistoriker
- Bernhard Lorenz (1889–1969), Bürgermeister von Ottersweier
- Bernhard Friedmann (1932–2021), Politiker (CDU), MdB, Präsident des Europäischen Rechnungshofes
- Ursula Dethleffs (1933–1994), Künstlerin

### Mit Ottersweier verbundene Persönlichkeiten
- Heinrich Dersch (1889–1967), Maler, lebte von 1958 bis zu seinem Tod in Ottersweier.